# Chapelle des sœurs Nevers
La Chapelle des sœurs Nevers est une chapelle catholique située à Thiers dans le département français de l'Auvergne. De style néo-classique, elle fut construite au XIXe siècle pour un établissement scolaire catholique.

## Histoire
Possédant de grandes ressemblances avec la chapelle de l'hospice, elles sont toutes deux construites au même siècle. Elle desservait autrefois l'école catholique qui s'adosse derrière elle. Cette école est devenue la maison des associations de Thiers. Les nombreuses rénovations qui se sont succédé lui donnent aujourd'hui ce côté assez moderne. En 2012, une partie de la toiture a été réhabilitée par la ville de Thiers.
Située dans le centre ancien de la ville, elle s'adapte parfaitement à l'environnement urbain qui l'entoure. 
Au troisième quart du XXe siècle, le bâtiment des Sœurs de Nevers a été affecté pour les plus démunis. Les sœurs de la chapelle ont quitté Thiers en 2013.
Le tableau nommé Saint François de Sales bénissant sainte Jeanne de Chantal et lui désignant la règle de la Visitation datant de 1666, dont l'auteur est inconnu a été retrouvé dans les locaux de la chapelle. Il est maintenant exposé dans l'église Saint-Genès de Thiers.

## Architecture[2]

### Intérieur
La chapelle est orientée à l’ouest. Elle est organisée selon un plan longitudinal, composé d’une nef à vaisseau unique et d’un chevet plat. Devenant un refuge aux plus démunis au XXe siècle, l'intérieur sera peu remanié.

### Extérieur
- La façade orientale reprend les façades à l’antique. Elle est composée de deux niveaux d’élévation : un premier niveau constitué du portail d’entrée en arc en plein cintre encadré de deux pilastres cannelés et surmonté d'un fronton triangulaire avec entablement. Le second niveau d’élévation est composé de deux niches avec statues encadrant un oculus. La façade est surmontée d’un fronton triangulaire.

- Les murs gouttereaux sont percés de baies rectangulaires au premier niveau, et de baies rectangulaires plus petites au second niveau.

- La chapelle est couverte par une toiture à double pente. Le chevet est coiffé d’une toiture à croupe.